# Épopée (Sicyone)
Pour les articles homonymes, voir Épopée (homonymie).
Dans la mythologie grecque, Épopée (en grec ancien Ἐποπεύς / Epopeús) est un roi de Corinthie, lié à l'enlèvement d'Antiope.

## Mythe
Son origine est confuse. Dans la tradition rapportée par Pausanias et préservant les récits d'Eumélos de Corinthe, son père est Aloée, fils d'Hélios. Le dieu ayant partagé la Corinthie entre ses deux fils et confié l'Asopie à Aloée et l'Éphyrée à Éétès, Épopée hérite de la première par son père. Il récupère ensuite la seconde après la mort de Bounos à qui Éétès avait laissé son royaume. Considéré dès lors comme un tyran, il est fui par son propre fils, Marathon, qui part s'installer sur la côte attique et ne revient qu'après la mort de son père pour rétablir la partition de la région entre ses deux fils, Sicyon et Corinthos.
Pausanias rapporte une autre tradition locale, selon laquelle Épopée est originaire de Thessalie et récupère la couronne de Sicyone après Corax, descendant de la lignée autochtone mort sans enfants. Cette origine thessalienne est d'ailleurs confirmée par le pseudo-Apollodore, qui cite Épopée parmi les fils de Poséidon et Canacé ; quant à Hygin, il fait d’Éphocée  [sic] le fils de Poséidon et d'Alcyone.
Le principal mythe se rattachant à Épopée concerne l'enlèvement d'Antiope. Deux traditions s'opposent sur le sujet, celle de Pausanias et l’Antiope d'Euripide :
- Chez Pausanias[3], Antiope, princesse thébaine renommée pour sa beauté, est enlevée par Épopée. Son père Nyctée poursuit les deux amants, une bataille s'engage où Épopée et Nyctée sont tous deux blessés. L'état de ce dernier empirant rapidement, il remet le trône à son frère Lycos, en le conjurant de le venger. Victorieux, Épopée néglige sa blessure mais son état s'aggrave et il finit par décéder. Lamédon (frère de Corax) lui succède à la tête de Sicyone, qui renvoie Antiope à Thèbes. Celle-ci donne naissance sur le chemin à Amphion et Zéthos, fils de Zeus, dont Épopée était donc le beau-père.
- Chez Euripide[6] enceinte de Zeus, Antiope est chassée par Nyctée et trouve refuge auprès d'Épopée[7], qui l'épouse. Nyctée se suicide par désespoir, faisant promettre à Lycos de le venger. Celui-ci marche sur Sicyone et prend la ville, tue Épopée et récupère sa nièce, qui accouche dans les mêmes conditions.

Hygin cite en outre Œnope comme une fille d'Épopée.

## Culte
Épopée a vraisemblablement fait l'objet d'un culte héroïque à Sicyone : il passe pour y avoir érigé un grand temple à Athéna à la suite de sa victoire sur Nyctée. Le temple achevé, il prie la déesse afin qu'elle manifeste son agrément, une source d'huile jaillit alors devant le temple.
Ce temple avait été « entièrement consumé par le feu du ciel » à l'époque où s'y rend Pausanias. On pouvait cependant encore voir l'autel et la tombe du héros située juste devant. Épopée aurait aussi fait ériger un temple à Artémis et un à Apollon.